# Bryce Seligman DeWitt
Bryce Seligman DeWitt, ameriški fizik in mornariški vojaški pilot, * 8. januar 1923, Dinuba, Kalifornija, ZDA, † 23. september 2004, Austin, Teksas, ZDA.
DeWitt se je rodil kot Carl Bryce Seligman, vendar je leta 1950 kakor njegovi trije bratje spremenil svoje ime in dodal materin priimek na očetovo prošnjo. Kot mlad znanstvenik je bil v Evropi priča antisemitističnega napada – Seligman je judovski priimek, in Bryce je bil deloma judovskega porekla. To je podobno kot pri španskih imenih, kjer ima oseba dva priimka, enega od očeta in enega od matere. Dvajset let kasneje je bojda ta njegova sprememba imena tako razjezila Felixa Blocha, da je onemogočil DeWittovo kandidaturo za profesorja na Univerzi Stanford, in je zaradi tega DeWitt odšel na Univerzo Teksasa v Austinu. Njegov priimek pišejo tudi deWitt ali de Witt. Najbolj je znan po svojem delu s področja teorij gravitacije in kvantne gravitacije ter klasičnih in kvantnih teorij polja.
Med 2. svetovno vojno je služil kot mornariški vojaški pilot. Leta 1951 se je poročil z matematično fizičarko Cécile DeWitt-Morette. Imela sta štiri otroke.

## Življenje in delo
DeWitt je leta 1950 doktoriral na Univerzi Harvard pod Schwingerjevim nominalnim mentorstvom. V delu iz leta 1967 je na podlagi predhodnega Bergmannovega dela postavil kanonično formulacijo splošne teorije relativnosti z uporabo kanoničnih kvantizacijskih tehnik povezanih hamiltonskih sistemov, ki jih je iznašel Dirac. Kanonična kvantna gravitacija je eden prvih pristopov h kvantizaciji splošne teorije relativnosti kot teorije gravitacije. Z Wheelerjem je izpeljal Wheeler-DeWittovo enačbo kot »valovno funkcijo Vesolja«. Naprej je razvil Everettovo formulacijo  interpretacije mnogoterih svetov v kvantni mehaniki.
DeWitt je raziskoval na Inštitutu za višji študij v Princetonu, na Univerzi Severne Karoline v Chapel Hillu in Univerzi Teksasa v Austinu. Leta 2003 je izdal obsežno delo The Global Approach to Quantum Field Theory.

## Priznanja
Od leta 1990 je bil član Nacionalne akademije znanosti ZDA in Ameriške akademije umetnosti in književnosti (AAAL).

### Nagrade
DeWitt je leta 1987 skupaj z Zuminom prejel Diracovo medaljo. Leta 2002 je DeWitt skupaj s Faddejevom prejel Pomerančukovo nagrado za teoretično fiziko Inštituta za teoretično in eksperimentalno fiziko Alihanova v Moskvi. Ameriško fizikalno društvo (APS) mu je leta 2005 podelilo Einsteinovo nagrado.

## Izbrana dela

### Knjige
- DeWitt, Bryce Seligman, Dynamical theory of groups and fields, Gordon and Breach, New York, 1965
- DeWitt, Bryce Seligman, R. Neill Graham, ur., The Many-Worlds Interpretation of Quantum Mechanics, Princeton Series in Physics, Princeton University Press (1973), ISBN 0-691-08131-X.
- Christensen, Steven Mark, ur., Quantum theory of gravity. Essays in honor of the 60th birthday of Bryce S. DeWitt, Adam Hilger, Bristol, 1984.
- DeWitt, Bryce Seligman, Supermanifolds, Cambridge University Press, Cambridge, 1985.
- DeWitt, Bryce Seligman, The Global Approach to Quantum Field Theory, The International Series of Monographs on Physics, Oxford University Press, 2003, ISBN 978-0-19-851093-2.
- DeWitt, Bryce Seligman, Sopra un raggio di luce, Di Renzo Editore, Roma, 2005.